# Pape-Philippe Amagou
Pape-Philippe Amagou (Maisons-Laffitte, 27 de febrero de 1985) es un exjugador de baloncesto franco-marfileño que disputó 17 temporadas como profesional. Con 1,85 metros de altura jugaba tanto en la posición de Base como en la de Escolta. Fue internacional absoluto con Costa de Marfil.

## Trayectoria

### Le Mans Sarthe Basket
Formado en la cantera del Le Mans Sarthe Basket, debutó con el primer equipo de la Pro A en la temporada 2001-2002, estando en el club hasta la temporada 2006-2007. Ganó la Copa de baloncesto de Francia en 2004 y la Semaine des As y la Pro A en 2006.
En la temporada 2001-2002, jugó 3 partidos de liga y 5 de Copa Saporta, promediando en la Copa Saporta 1,8 puntos (50 % en triples y 85,7 % en tiros libres) en 4 min de media.
En la temporada 2002-2003, jugó 29 partidos de liga y 5 de play-offs, promediando en liga 5,5 puntos (38,2 % en triples y 78,3 % en tiros libres), 1,2 rebotes y 1,7 asistencias en 15,7 min, mientras que en play-offs promedió 4,6 puntos (76,5 % en tiros libres) y 1,8 asistencias en 17,4 min.
En la temporada 2003-2004, jugó 32 partidos de liga, 5 de play-offs y 10 de Copa ULEB, promediando en liga 5,8 puntos (32,5 % en triples y 78 % en tiros libres), 1,6 rebotes y 2 asistencias en 15,7 min, en play-offs 6,4 puntos (83,3 % en tiros de 2, 37,5 % en triples y 86,7 % en tiros libres), 1,4 rebotes y 1,6 asistencias en 15,8 min, y en la Copa ULEB 7 puntos (33,3 % en triples y 80,6 % en tiros libres), 1,6 rebotes y 3,5 asistencias en 22 min.
En la temporada 2004-2005, fue seleccionado para el All-Star Game de la LNB (1 rebote, 1 asistencia y 1 robo en 11 min). Jugó 34 partidos de liga, 2 de play-offs y 10 de Copa ULEB, promediando en liga 7 puntos (50,7 % en tiros de 2, 40,4 % en triples y 71,4 % en tiros libres), 1,1 rebotes y 2,4 asistencias en 20,6 min, en play-offs 5,5 puntos, 1,5 rebotes y 2,5 asistencias en 19,5 min, y en la Copa ULEB 6,6 puntos (52,2 % en tiros de 2 y 69,2 % en tiros libres), 1,2 rebotes y 2,1 asistencias en 21,3 min.
A final de temporada fue elegido en el mejor quinteto de jugadores jóvenes de la Pro A por Eurobasket.com.
En la temporada 2005-2006, fue seleccionado por 2.ª vez para el All-Star Game de la LNB (12 puntos (3-4 de 2, 2-6 de 3 y 0-2 de TL), 1 rebote, 5 asistencias y 1 robo en 15 min). Jugó 34 partidos de liga, 8 de play-offs y 10 de Copa ULEB, promediando en liga 6,8 puntos (41,8 % en triples y 70,8 % en tiros libres), 1,4 rebotes y 2,6 asistencias en 19,9 min, en play-offs 9,1 puntos (46,2 % en triples y 78,1 % en tiros libres), 1,4 rebotes y 2,3 asistencias en 23,6 min, y en la Copa ULEB 7 puntos (35,5 % en triples y 65,4 % en tiros libres), 2 rebotes y 1,9 asistencias en 20,2 min.
Se presentó al Draft de la NBA de 2006, pero no fue elegido.
En la temporada 2006-2007, jugó 34 partidos de liga, 3 de play-offs y 14 de Euroliga, promediando en liga 6,4 puntos (34,8 % en triples y 84,8 % en tiros libres), 1,7 rebotes y 1,9 asistencias en 22,6 min, en play-offs 2,7 puntos (33,3 % en triples), 1 rebote y 2 asistencias en 16,7 min, y en la Euroliga 4,1 puntos (35,7 % en triples y 62,5 % en tiros libres), 1 rebote y 1 asistencia en 16,5 min de media.
Disputó un total de 166 partidos de liga, 23 de play-offs y 30 de Copa ULEB con el conjunto de Le Mans entre las seis temporadas, promediando en liga 6,2 puntos (37,4 % en triples y 76,3 % en tiros libres), 1,4 rebotes y 2,1 asistencias en 19,1 min de media, en play-offs 6,4 puntos (33,3 % en triples y 77,4 % en tiros libres), 1,2 rebotes y 2 asistencias en 19,3 min de media, y en la Copa ULEB 6,8 puntos (33 % en triples y 72,2 % en tiros libres), 1,6 rebotes y 2,5 asistencias en 21,3 min de media.

### SLUC Nancy
Fichó por el SLUC Nancy para la temporada 2007-2008, ganando por 2.ª vez la Pro A.
Disputó 30 partidos de liga, 6 de play-offs y 10 de Copa ULEB con el cuadro de Nancy, promediando en liga 6,9 puntos (31,1 % en triples y 71,6 % en tiros libres), 1,9 rebotes y 2,8 asistencias en 20,9 min de media, en play-offs 7,5 puntos (45 % en triples), 2,3 rebotes y 3,2 asistencias en 24,3 min, y en la Copa ULEB 5,7 puntos (85 % en tiros libres), 1,3 rebotes y 1,6 asistencias en 19,1 min de media.

### Kavala/Panorama
Firmó para la temporada 2008-2009 por el Kavala/Panorama griego.
Disputó 25 partidos de liga con el conjunto de Kavala con un promedio de 8,1 puntos (32 % en triples y 79,4 % en tiros libres), 1,8 rebotes y 2,2 asistencias en 26,9 min de media.

### Chorale Roanne Basket
Regresó a Francia para la temporada 2009-2010, fichando por dos años por el Chorale Roanne Basket.
En su primera temporada (2009-2010), jugó 30 partidos de liga, 6 de play-offs y 18 de EuroChallenge, promediando en liga 8,2 puntos (51,4 % en tiros de 2, 35,5 % en triples y 78,7 % en tiros libres), 1,9 rebotes y 3,2 asistencias en 22,4 min, en play-offs 14,7 puntos (52 % en tiros de 2, 44 % en triples y 80,6 % en tiros libres), 2,2 rebotes y 4,5 asistencias en 31,8 min, y en la EuroChallenge 7,6 puntos (40,8 % en triples y 72,4 % en tiros libres), 1,1 rebotes y 2,6 asistencias en 22,1 min de media.
En su segunda y última temporada (2010-2011), fue seleccionado por 3.ª vez para el All-Star Game de la LNB (13 puntos (5-8 de 2 y 1-3 de 3) y 2 asistencias en 20 min). Jugó 30 partidos de liga, 3 de play-offs y 6 de Eurocup, promediando en liga 12,6 puntos (42,1 % en triples y 74,7 % en tiros libres), 2,2 rebotes y 2,8 asistencias en 26,9 min, en play-offs 11,7 puntos (37,5 % en triples y 80 % en tiros libres), 3 rebotes, 1,7 asistencias y 1,3 robos en 31 min, y en la Eurocup 10,2 puntos (87,2 % en tiros libres), 1,2 rebotes y 2,7 asistencias en 26,2 min de media.
Disputó un total de 60 partidos de liga y 9 de play-offs con el cuadro de Roanne entre las dos temporadas, promediando en liga 10,4 puntos (39 % en triples y 76 % en tiros libres), 2 rebotes y 3 asistencias en 24,6 min de media, mientras que en play-offs promedió 13,6 puntos (42,4 % en triples y 80,4 % en tiros libres), 2,4 rebotes y 3,5 asistencias en 31,5 min de media.

### Vuelta al SLUC Nancy
Firmó para la temporada 2011-2012 por el SLUC Nancy, volviendo de esta manera al club tras tres años. Ganó el Match des Champions en 2011.
Disputó 30 partidos de liga, 3 de play-offs y 10 de Euroliga con el conjunto de Nancy, promediando en liga 10,9 puntos (38,5 % en triples y 82,4 % en tiros libres), 1,8 rebotes y 2,6 asistencias en 26,6 min de media, en play-offs 13,3 puntos (50 % en triples), 2,3 rebotes y 4 asistencias en 34,3 min de media, y en la Euroliga 7,8 puntos (41,7 % en triples y 74,1 % en tiros libres) y 1,3 rebotes en 21 min de media.

### Regreso al Chorale Roanne Basket
En el verano de 2012, fichó por dos años por el Chorale Roanne Basket, regresando de esta manera al club tras un año.
En su primera temporada (2012-2013), fue seleccionado por 4.ª vez para el All-Star Game de la LNB (6 puntos (2-3 de 3) y 1 rebote en 13 min). Jugó 30 partidos de liga y 3 de play-offs, promediando en liga 13,5 puntos (42,3 % en triples y 78,1 % en tiros libres), 1,9 rebotes y 4 asistencias en 31,4 min, mientras que en play-offs promedió 5,7 puntos (70 % en tiros libres), 2 rebotes y 6 asistencias en 28 min de media.
Fue el 10.º máximo asistente de la Pro A. A final de temporada recibió una mención honorable Pro A por Eurobasket.com.
En su segunda y última temporada (2013-2014), jugó 30 partidos de liga con un promedio de 9,8 puntos (30,3 % en triples y 82 % en tiros libres), 1,6 rebotes, 3,9 asistencias y 1 robo en 31,2 min.
Disputó un total de 60 partidos de liga con el cuadro de Roanne entre las dos temporadas, promediando 11,6 puntos (37,6 % en triples y 79,8 % en tiros libres), 1,7 rebotes y 4 asistencias en 31,2 min de media.

### CSP Limoges
El 24 de junio de 2014, el CSP Limoges, anunció su fichaje por dos temporadas, aunque sólo cumplió la primera. Ganó la Pro A por 3.ª vez en 2014.
Disputó 27 partidos de liga, 9 de play-offs, 4 de Euroliga y 6 de Eurocup con el conjunto de Limoges, promediando en liga 4,3 puntos (36,6 % en triples y 67,8 % en tiros libres), 1,3 rebotes y 1,9 asistencias en 17,6 min de media, en play-offs 3,3 puntos (36,4 % en triples y 80 % en tiros libres) y 1,6 asistencias en 11,1 min de media, en la Euroliga 5 puntos (55,6 % en triples), 1,8 rebotes y 1,5 asistencias en 15,5 min de media, y en la Eurocup 4,3 puntos (90 % en tiros libres), 1,5 rebotes y 1,2 asistencias en 12,1 min de media.

### Vuelta al Le Mans Sarthe Basket
El 15 de julio de 2015, el Le Mans Sarthe Basket, anunció su fichaje por tres temporadas, regresando de esta manera al club en que se formó tras ocho años. Ganó la Copa de baloncesto de Francia en 2016.
En su primera temporada (2015-2016), jugó 34 partidos de liga, 6 de play-offs y 10 de Eurocup, promediando en liga 7 puntos (85,5 % en tiros libres), 1,4 rebotes y 2,2 asistencias en 22,9 min, en play-offs 9,2 puntos (36,4 % en triples y 87,5 % en tiros libres), 2 rebotes y 3,5 asistencias en 24,8 min, y en la Eurocup 5 puntos (30,8 % en triples y 69,6 % en tiros libres), 1,4 rebotes y 2,7 asistencias en 20,2 min.

## Selección francesa
Fue internacional en categorías inferiores con la selección francesa, participando en el Europeo Sub-16 de 2001 celebrado en Riga, Letonia, donde Francia quedó en 5.ª posición, el Europeo Sub-18 de 2002 celebrado entre Böblingen, Esslingen y Ludwigsburg, Alemania, donde Francia quedó en 7.ª posición, en la fase de clasificación para el Europeo Sub-20 de 2005, consiguiendo Francia clasificarse y en el Europeo Sub-20 de 2005 celebrado en Chekhov, Rusia, donde Francia quedó en 6.ª posición.
En el Europeo Sub-16 de 2001 jugó 8 partidos con un promedio de 10,5 puntos (31,8 % en triples y 72,2 % en tiros libres), 2,5 rebotes, 1,8 asistencias y 1 robo en 22,9 min de media. Fue el máximo anotador y el 4.º máximo asistente de su selección.
Finalizó el Europeo Sub-16 de 2001 con el 15.º mejor % de tiros de campo (42,7 %) y el 18.º mejor % de tiros de 2 (47,2 %) y de triples y fue el 17.º en tiros de campo anotados (4 por partido).
En el Europeo Sub-18 de 2002 jugó 8 partidos con un promedio de 14,9 puntos (51,4 % en tiros de 2, 46,2 % en triples y 65,9 % en tiros libres), 1 rebote y 1 asistencia en 24,6 min de media. Fue el máximo anotador y el 4.º máximo asistente de su selección.
Finalizó el Europeo Sub-18 de 2002 con el 5.º mejor % de triples, el 12.º mejor % de tiros de campo (48,7 %) y el 16.º mejor % de tiros libres y fue el 14.º máximo añotador, el 4.º en triples anotados (2,3 por partido) y el 8.º en tiros libres anotados (3,4 por partido).
En la fase de clasificación para el Europeo Sub-20 de 2005 jugó 3 partidos con un promedio de 18 puntos (50 % en tiros de 2 y 74,1 % en tiros libres), 2 rebotes y 4 asistencias en 31 min de media. Fue el máximo anotador y asistente de su selección.
Finalizó la fase de clasificación para el Europeo Sub-20 de 2005 como el 6.º máximo asistente, el 15.º máximo anotador y el 4.º en tiros libres anotados (6,7 por partido).
En el Europeo Sub-20 de 2005 jugó 8 partidos con un promedio de 10,5 puntos (31,6 % en triples y 71,8 % en tiros libres), 1,4 rebotes, 1,8 asistencias y 1,6 robos en 31,4 min de media. Fue el 1.º en robos y el 2.º máximo anotador y asistente de su selección.
Finalizó el Europeo Sub-20 de 2005 con el 12.º mejor % de tiros libres y fue el 8.º en min, el 9.º en tiros libres anotados (3,5 por partido) y el 14.º en robos y triples anotados (1,5 por partido).

## Selección marfileña
Es internacional absoluto con la selección de baloncesto de Costa de Marfil desde el año 2009, cuando participó en el AfroBasket 2009 celebrado entre Benghazi y Trípoli, Libia, donde se colgó la medalla de plata tras perder en la final por 82-72 contra Angola. Fue el máximo anotador y el 2.º máximo asistente de su selección y elegido en el mejor quinteto del AfroBasket 2009 tras promediar en 9 partidos 11,4 puntos (50 % en tiros de 2, 40,5 % en triples y 71,4 % en tiros libres), 2 rebotes, 2,4 asistencias y 1,6 robos en 26,4 min de media.
Al quedar subcampeones del AfroBasket consiguieron billete directo para jugar el Campeonato Mundial de Baloncesto de 2010 celebrado en Turquía. Era la 3.ª aparición de Costa de Marfil en un Mundial (hacía 24 años que no entraban, la última vez data de 1986).
Costa de Marfil quedó en la 20.ª posición. Amagou sólo jugó 2 partidos, saliendo en total 28 min, cogiendo un rebote, dando 3 asistencias y robando 3 balones.
No estuvo en el AfroBasket 2011, celebrado en Antananarivo, Madagascar, pero si participó en el AfroBasket 2013, celebrado en Abiyán, Costa de Marfil. 
Costa de Marfil quedó en 4.ª posición tras perder por 57-56 contra Senegal en el partido por el bronce. Fue entrenado por Natxo Lezkano y compartió selección con el ex Lagun Aro GBC y Lucentum Alicante, Mohamed Koné y los entonces jugadores de LEB Oro, Charles Abouo y Jonathan Kale.
Jugó 7 partidos en los que promedió 6,6 puntos (76 % en tiros libres), 1 rebote, 2 asistencias y 1,3 robos de balón en 18,1 min de media. Fue el 5.º máximo anotador y el 2.º máximo asistente de su selección.